# Bydgoszcz Leśna

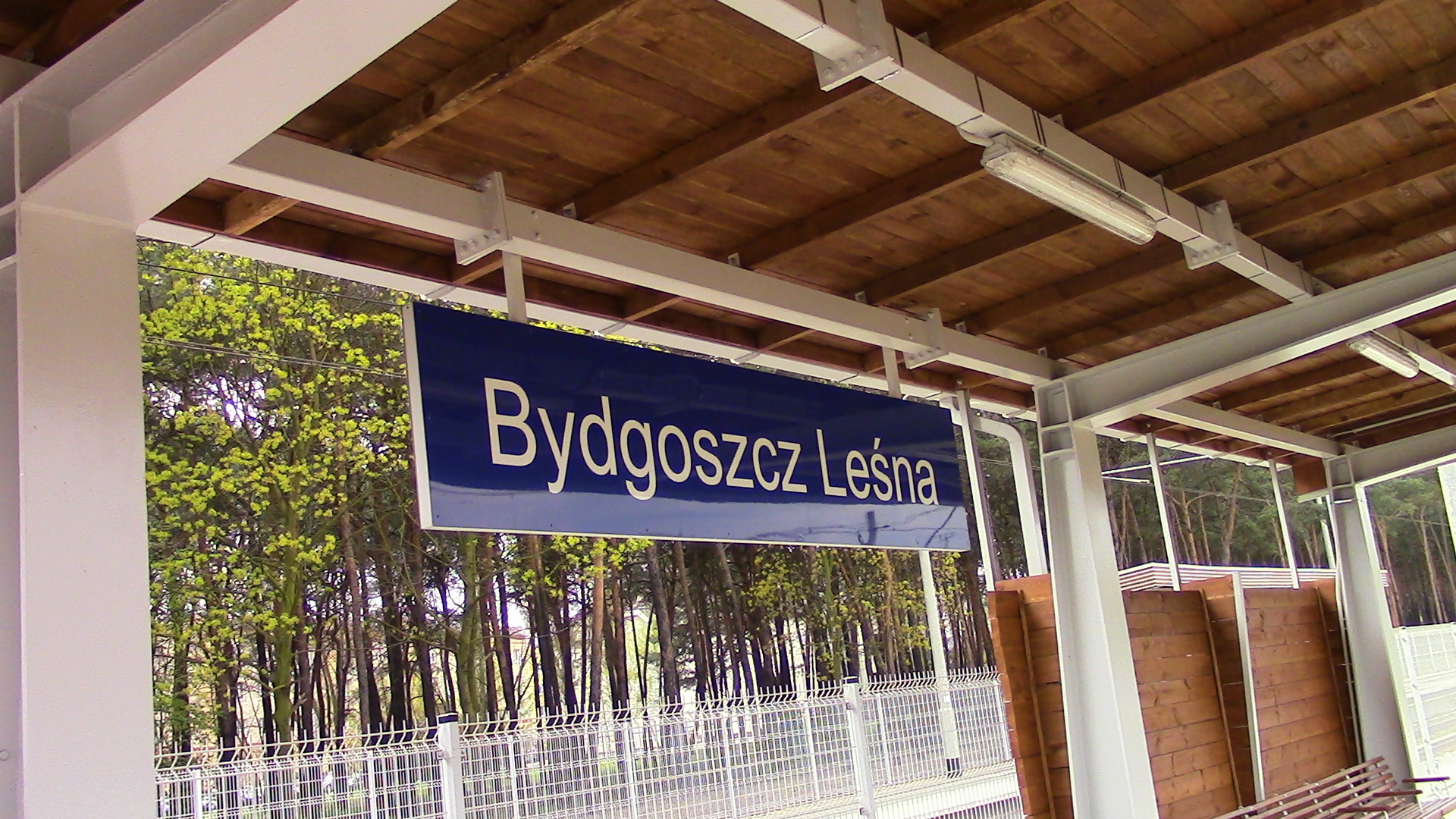
Bydgoszcz Leśna

Bydgoszcz Leśna – przystanek kolejowy i posterunek odgałęźny położony w Bydgoszczy, w województwie kujawsko-pomorskim, w Polsce. Mieści się na Osiedlu Leśnym przy ul. Modrzewiowej. Na przystanku zatrzymują się wszystkie pociągi osobowe, Polregio i TLK. 

## Ruch pasażerski
| Rok  | Wymiana pasażerska na dobę |
| ---- | -------------------------- |
| 2017 | 500-699                    |
| 2022 | 700-999                    |
| 2023 | 1000                       |

## Historia
Obiekt został oddany do użytku w czerwcu 1969. W roku 2015 dotychczasowy budynek dworca został wyburzony, a obsługę podróżnych przejął w końcu roku nowy obiekt, zbudowany na osi ul. Sułkowskiego na terenie pętli autobusowej, która w ramach inwestycji została przebudowana. Miasto nieodpłatne przejęło od Polskich Kolei Państwowych prawo użytkowania wieczystego gruntu przy ul. Modrzewiowej wraz z prawem własności posadowionego na nim budynku dworca kolejowego. W lipcu 2015 rozpoczęto przebudowę stacji. W ramach inwestycji powstał nowy budynek dworca o pow. 294 m², nowa pętla autobusowa, parkingi dla samochodów i rowerów, przejście podziemne (z 2 windami) łączące pętlę autobusową z peronami oraz Lasem Gdańskim (ponad 50 m długości) oraz dwa nowe perony jednokrawędziowe o długości 300 m, które zastąpiły dotychczasowy peron wyspowy. Jednocześnie przebudowie uległo skrzyżowanie ulic Sułkowskiego i Modrzewiowej, na którym powstało rondo Oficjalne otwarcie dworca miało miejsce 26 kwietnia 2016.

## Linie kolejowe przechodzące przez przystanek
Przez przystanek przechodzą następujące linie kolejowe:
- Linia kolejowa nr 18: Kutno – Piła Główna
- Linia kolejowa nr 201: Nowa Wieś Wielka – Gdynia Port

## Połączenia
Bydgoszcz Leśna posiada rozwiniętą siatkę połączeń, kursują tu pociągi TLK/IC do Łodzi, Katowic, Krakowa, Warszawy, Lublina, oraz pociągi regio do Torunia, Włocławka czy Olsztyna, a także pociągi Arrivy RP do Chełmży i Grudziądza.

## Komunikacja miejska
Do stacji Bydgoszcz Leśna można dojechać kilkoma liniami autobusowymi o następujących oznaczeniach:
- 52: Dworzec Leśne – Błonie (w wyznaczonych kursach z Błonia autobusy jadą dalej do pętli Myślęcinek lub Podkowa);
- 65: Dworzec Leśne – Nad Wisłą;
- 68: Dworzec Leśne – Glinki (Park Przemysłowy-Exploseum)(Prądocińska)
- 93: Dworzec Leśnie – Niwy (w oznaczonych kursach do Wilcza)
- 94: Dworzec Leśne – Żołędowo (niektóre kursy przez Maksymilianowo, niektóre do Nekli)
- 41 Dworzec Leśne  – Wudzyn
- 31N: (Podkowa) – Dworzec Leśne – Łoskoń/Zajezdnia

Ponadto w pobliżu stacji przystanek mają dwie linie autobusowe:
- 57: Błonie – Dworzec Główny;
- 80: Port Lotniczy – Dworzec Główny

Dodatkowo, w odległości ok. 1 km na północ od stacji, znajdują się przystanki trzech linii tramwajowych:
- 1: Las Gdański – Wilczak
- 2: Las Gdański – Kapuściska (przez Kujawską)
- 10: Las Gdański – Niepodległości

## Galeria zdjęć

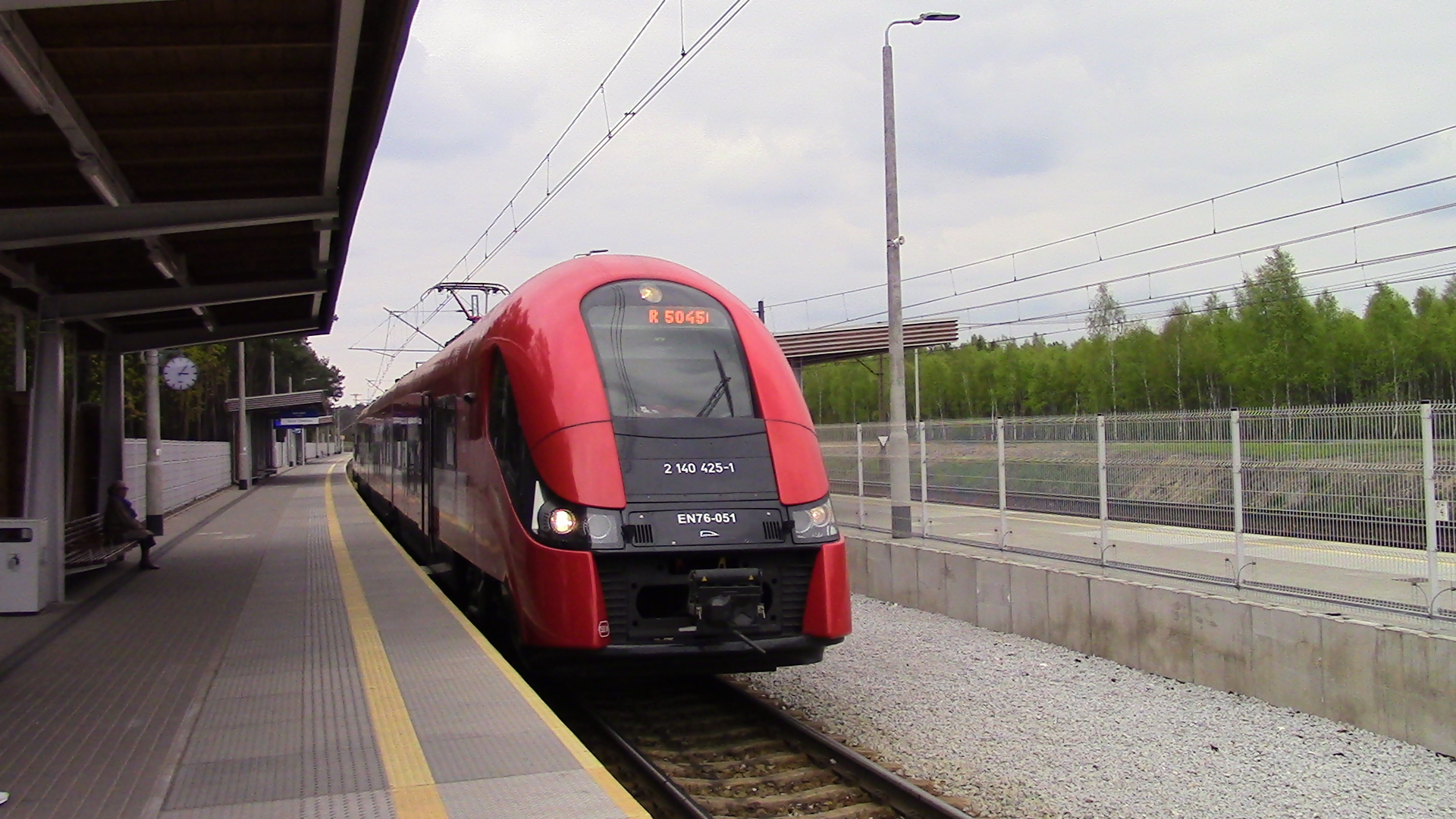
EN76  na stacji Bydgoszcz Leśna
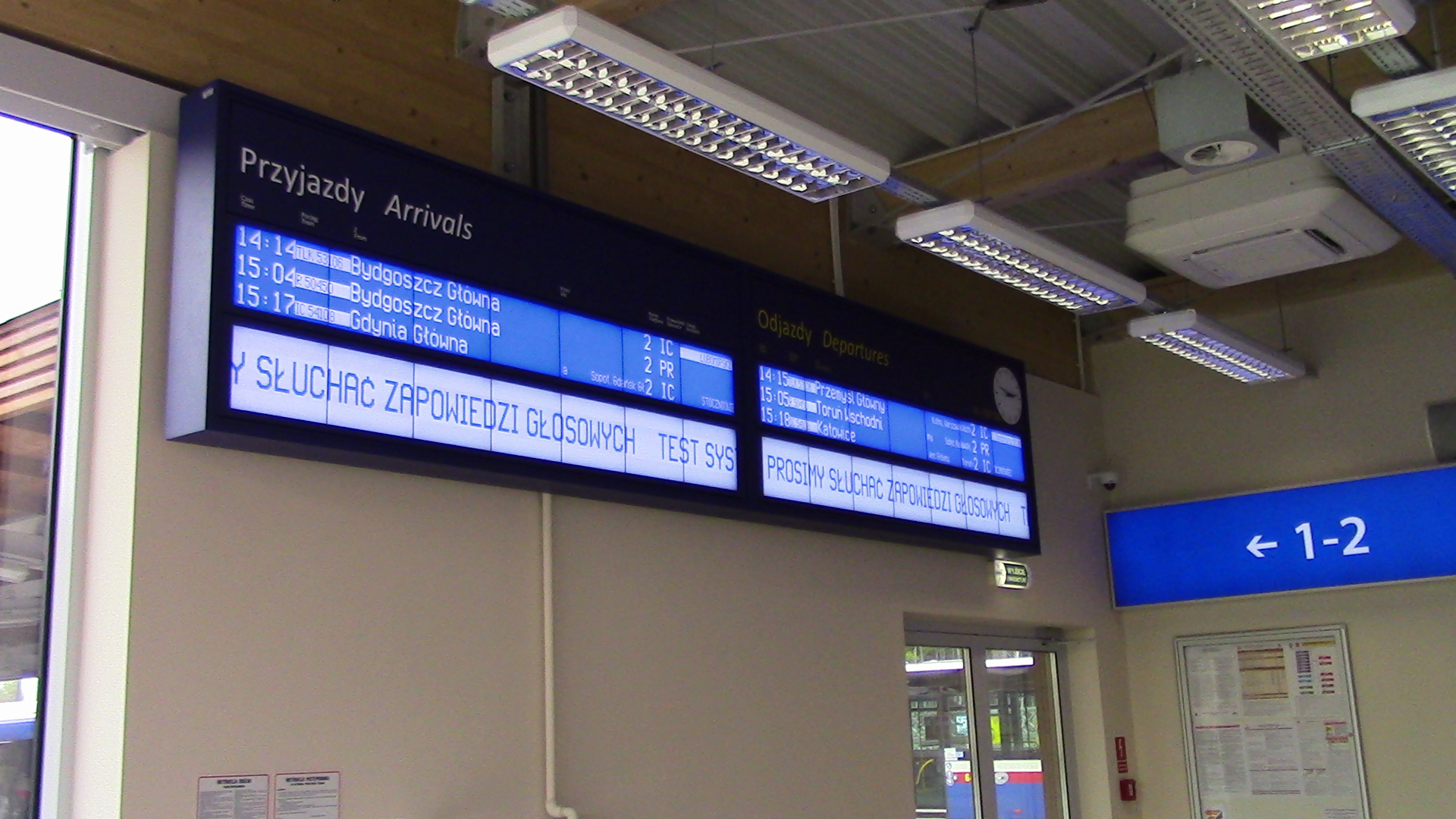
Wyświetlacz – Bydgoszcz Leśna
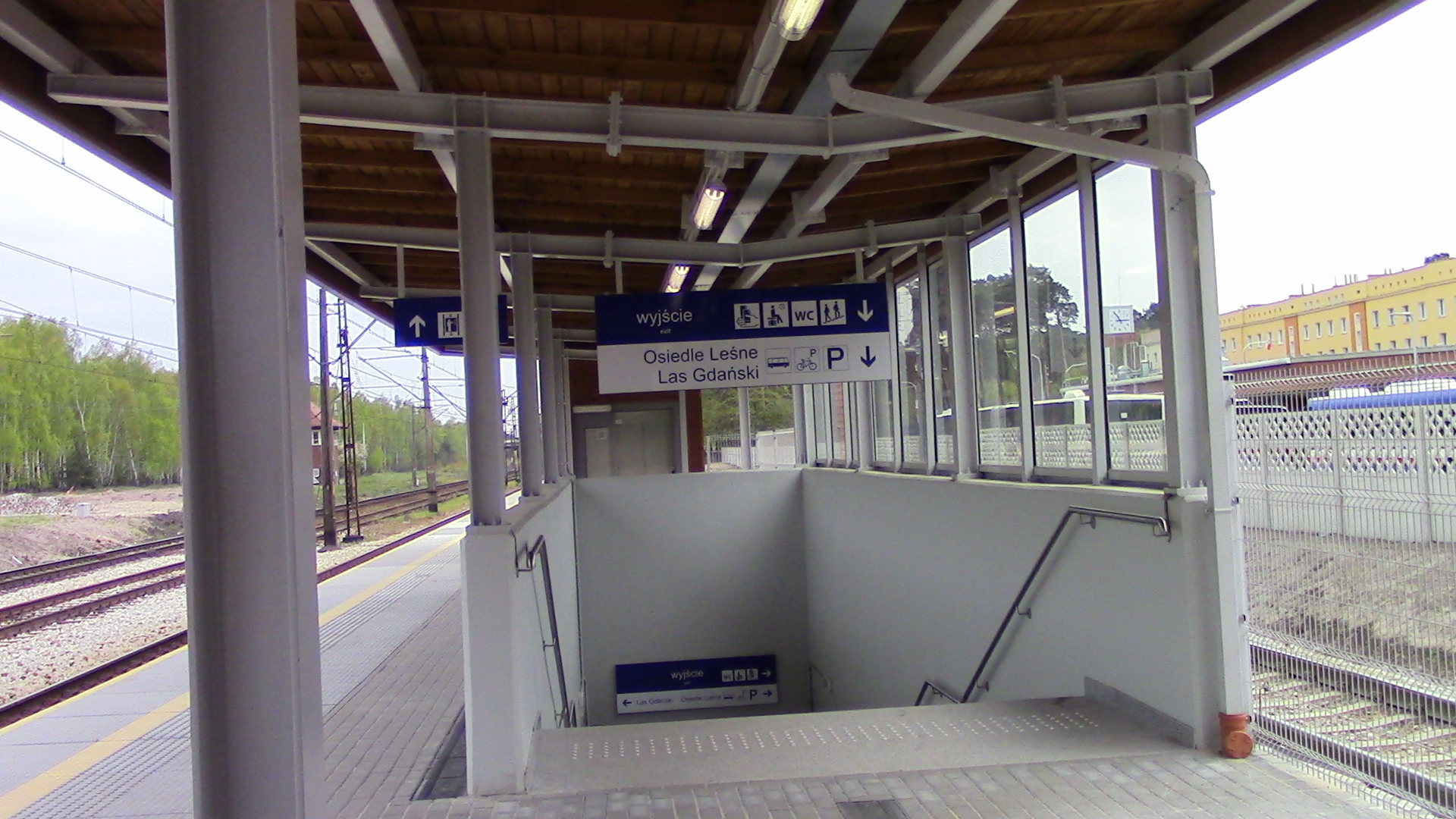
Przejście – Bydgoszcz Leśna
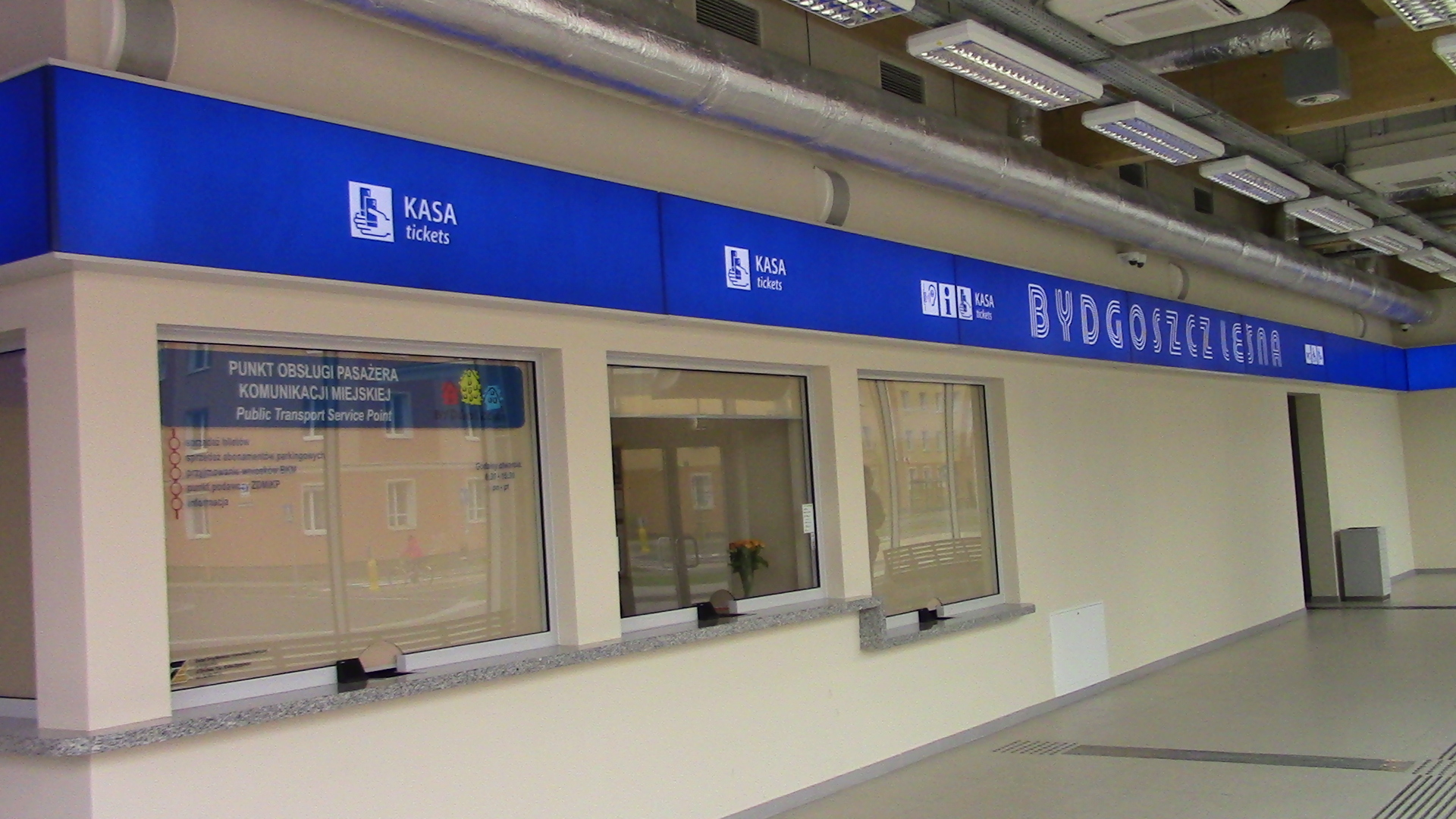
Kasa Biletowa
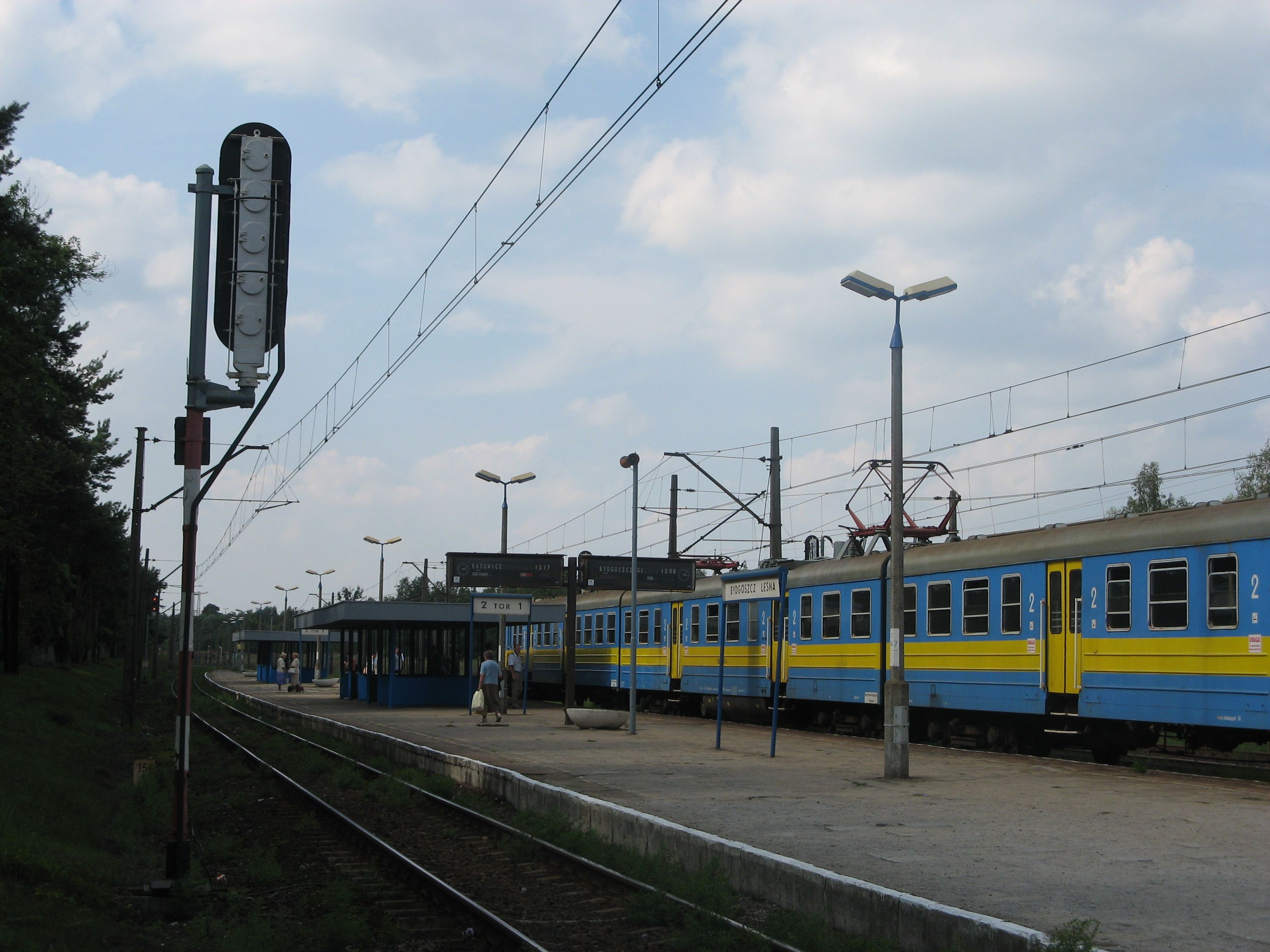
Nadjeżdżający pociąg na przystanek Bydgoszcz Leśna (przed przebudową)
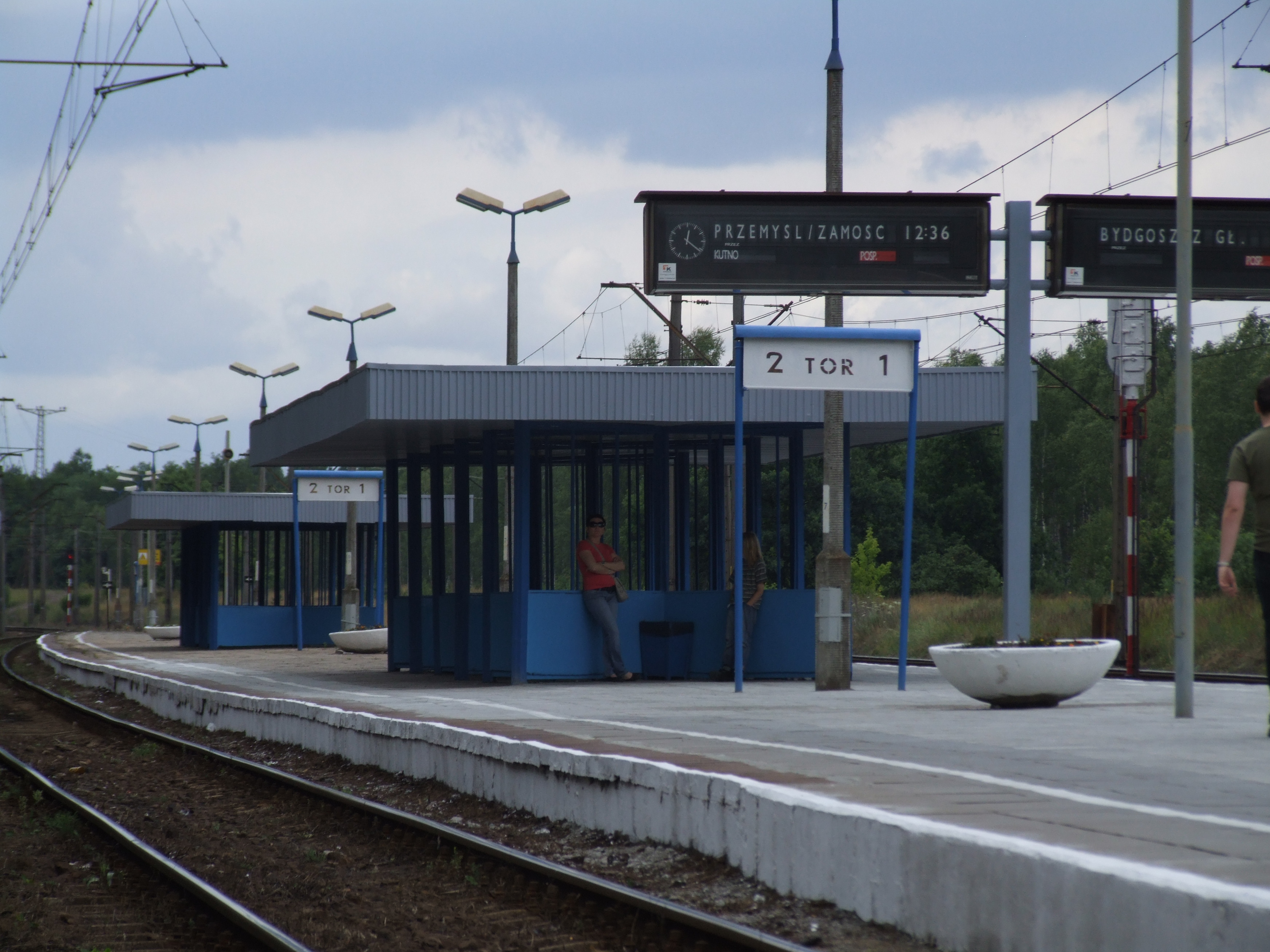
Peron przy stacji Bydgoszcz Leśna (przed przebudową)
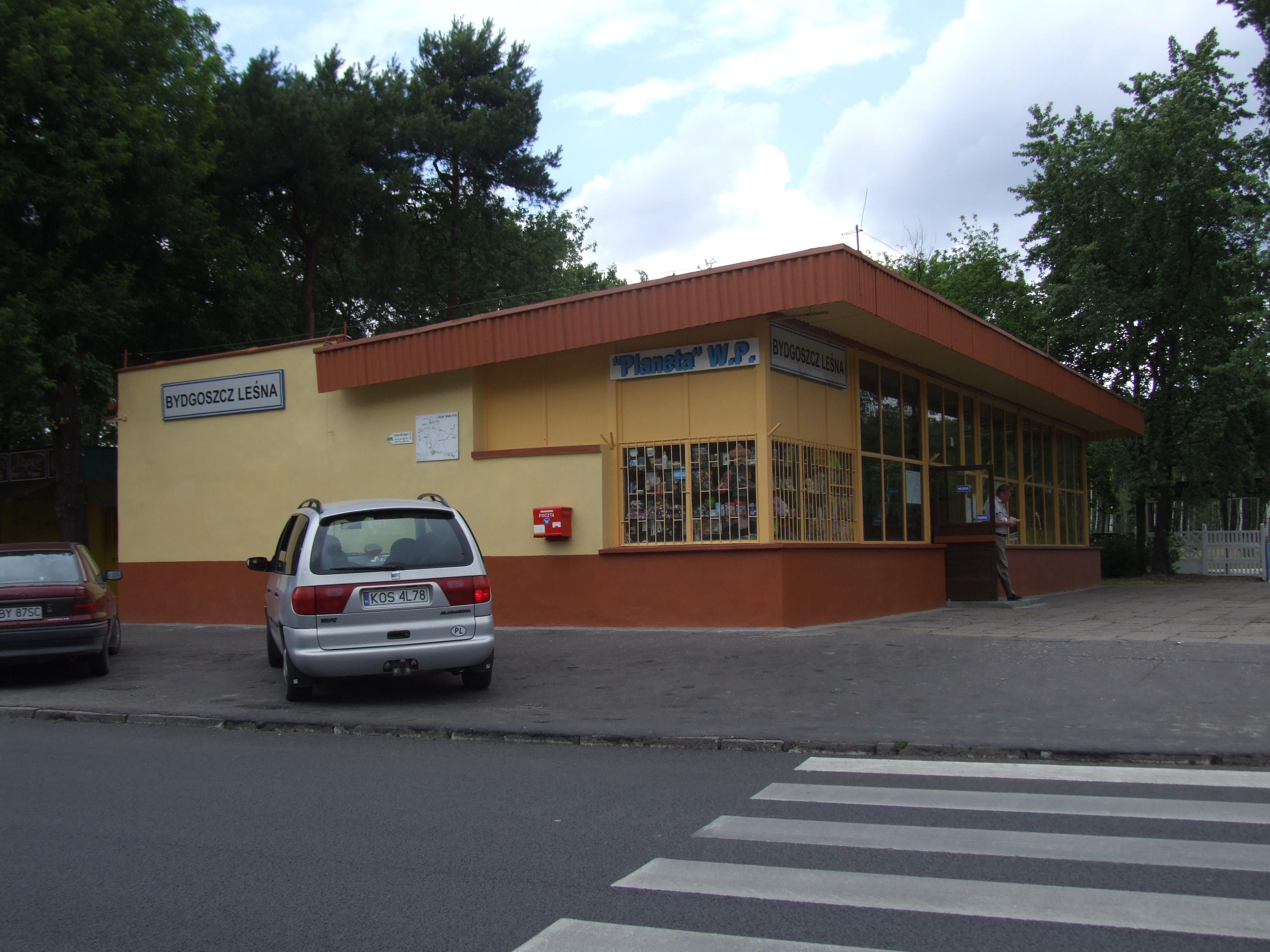
Stary budynek dworca (zburzony w 2015 r.) od strony pętli autobusowej przy ul. Modrzewiowej